# Candida auris

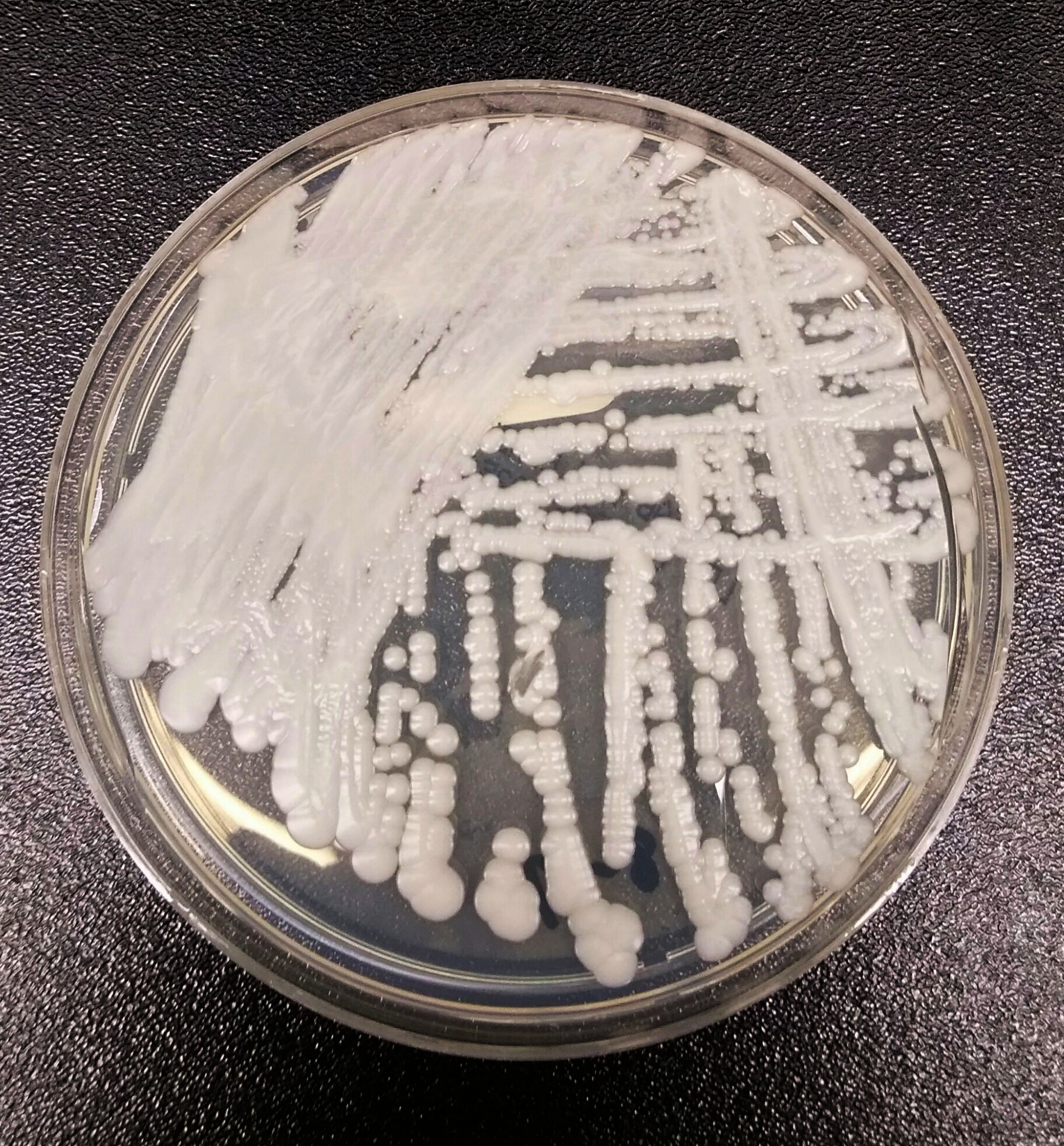
Cultura de C. Auris em laboratório

Candida auris (C. auris)  é uma espécie de fungo identificado pela primeira vez na década de 2010. Foi descrito em 2009, na Coreia do Sul, aparecendo mais tarde no Japão. De seguida, começaram a surgir surtos na Índia, África do Sul, Venezuela, Colômbia, Estados Unidos, Reino Unido e Espanha.
Em 2015, passou a chamar atenção da comunidade médica após se espalhar por um hospital nos arredores de Londres. Desde então, vem se tornando uma preocupação dos médicos de todo o mundo, devido a sua alta resistência a medicamentos antifúngicos.
Em 2020 foi constado o primeiro caso do fungo no Brasil.
Em Outubro de 2023, um estudo da Faculdade de Medicina da Universidade do Porto, demonstrou que a água oxigenada é extremamente eficaz no combate a este superfungo. 

## Sintomas da infecção
Segundo a Food and Drug Administration (FDA) a "C. auris é uma levedura que pode causar infecções graves em pacientes hospitalizados (por exemplo, infecções da corrente sanguínea).

Ela pode acometer muitos locais do corpo, incluindo, além da corrente sanguínea, o aparelho urinário, respiratório, a vesícula biliar, locais com ferimentos e o canal auditivo externo.

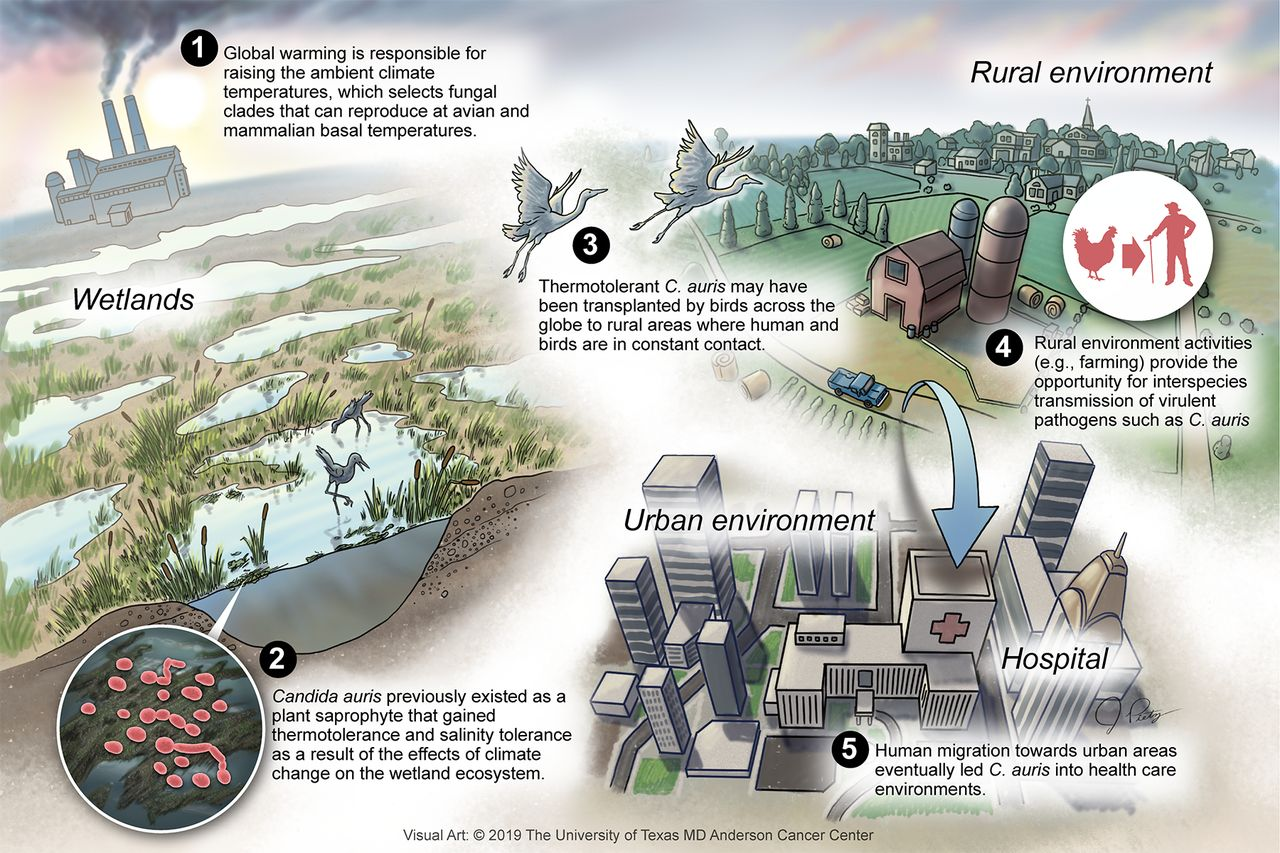
Esquema explicativo da emergência de C. auris.

## Prevalência

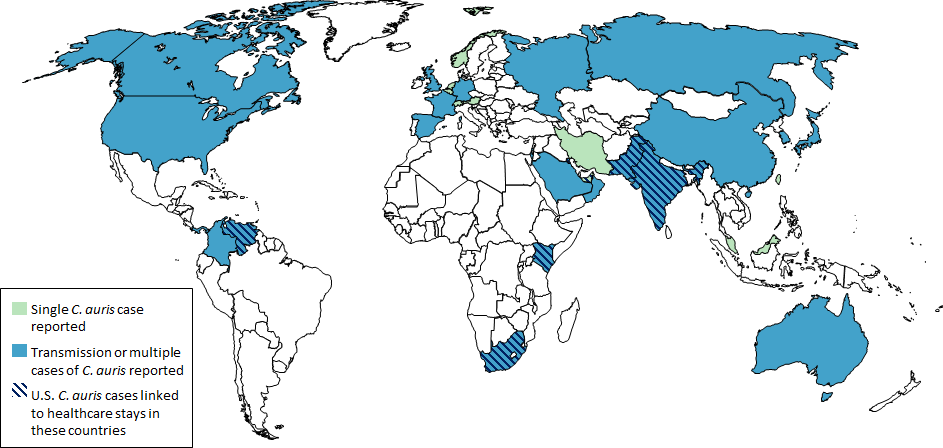
Casos de C. Auris no mundo até 2019

### Estados Unidos
Um boletim divulgado pela FDA dos Estados Unidos em 2020 apontava que o país já havia registrado mais de 2.000 casos de C. Auris entre abril de 2015 e abril de 2020.

### União Europeia
Segundo o estudo Candida auris: epidemiological situation, laboratory capacity and preparedness in European Union and European Economic Area countries, 2013 to 2017 do CDC da União Europeia, entre 2015 e 2018, 616 casos de infecção por C. Auris foram registrados em países do bloco. Já entre 2013 e 2017, "casos foram notificados na Espanha (388), Reino Unido ( 221), Alemanha ( 7), França ( 2), Bélgica (1) e Noruega  (1). A Áustria detectou um caso em janeiro de 2018".